# 碰碰船

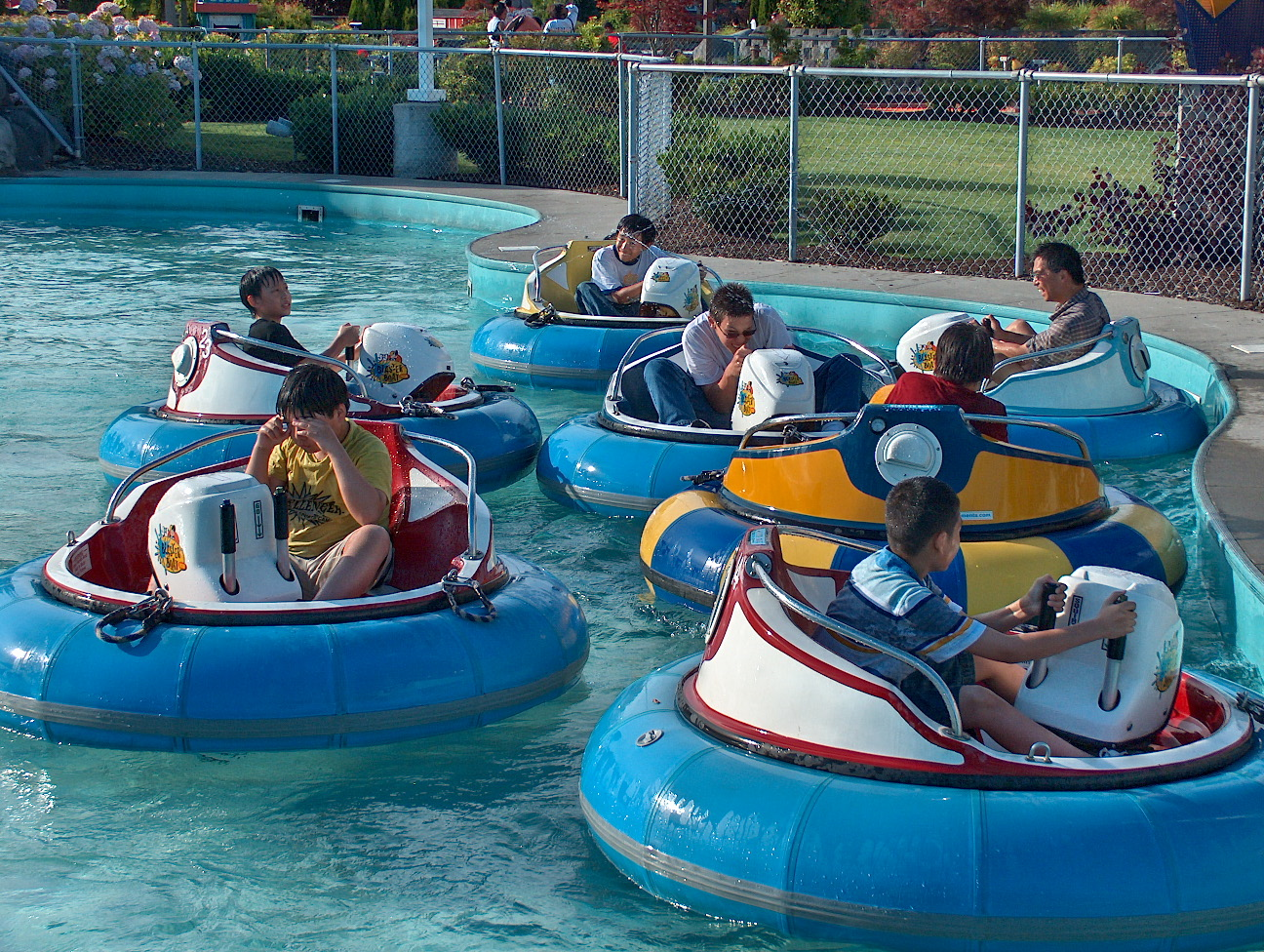
數部位於娛樂場所的碰碰船

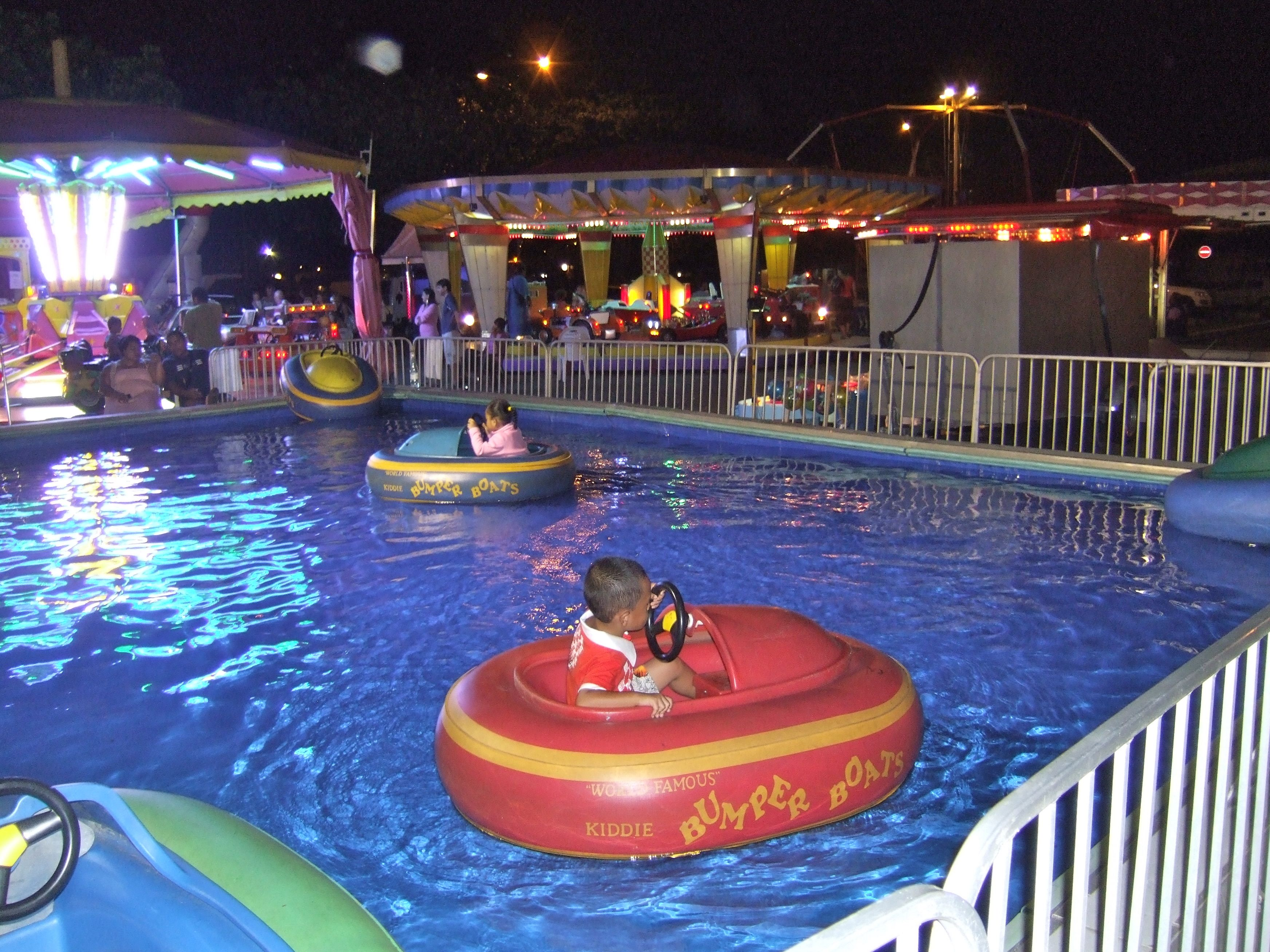
努美阿的碰碰船

碰碰船是一種游乐园中的機動遊戲，参与者通过搭乘由内胎撑出、能进行一定方向控制的皮筏参与游戏。碰碰船中的皮筏可由電動機、汽油發動機或人力（腳踏）驅動。部份碰碰船設計設有水槍，能讓乘客互相嬉戲、濺濕。

## 歷史
Arrow Development Company為碰碰船的原始製造商和專利擁有者。